# Kristen Nygaard
Kristen Nygaard (n. 27 august 1926 — d. 10 august 2002) a fost un informatician norvegian, considerat a fi unul din părinții programării orientate obiect, ca fiind coautor, împreună cu Ole-Johan Dahl, al limbajelor de programare Simula, limbaje care au folosit pentru prima oară noțiunile clase, subclase, moștenire și creare dinamică de obiecte. Pentru această realizare, cei doi au primit Premiul Turing în 2001.